# Luitgard av Salzwedels
Luitgard av Salzwedels, född omkring 1110, död 1152, var Danmarks drottning 1144–1146. Hon var gift med kung Erik Lamm.
Luitgard var dotter till markgreven Rudolf av Salzwedels. Hon gifte sig med Erik år 1144. 1146 abdikerade Erik och hon upphörde då att vara drottning. Hon anklagades för otrohet och förvisades till Tyskland före Eriks död. Efter Eriks död gifte hon om sig med greve Hermann av Winzenburg. 